# Луций Брутий Квинтий Криспин
Луций Брутий Квинтий Криспин (на латински: Lucius Bruttius Quintius Crispinus) e политик и сенатор на Римската империя през 2 век.

## Биография
Криспин e патриций и произлиза от фамилията Брутии, която идва от Лукания. Той е син на Гай Брутий Презенс (консул 153 и 180 г.) и втората му съпруга Лаберия Хостилия Криспина, дъщеря на Маний Лаберий Максим (суфектконсул 89 г.). Баща му произлиза от Volceii, Лукания, Италия. Брат е на Брутия Криспина (164 – 193), която през 178 г. става съпруга на римския император Комод.
През 187 г. Криспин е консул заедно с Луций Росций Елиан Пакул.
Неговите синове Гай Брутий Презенс и Гай Брутий Криспин са консули през 217 и 224 г.